# Tour de France 1906
Il Tour de France 1906, quarta edizione della Grande Boucle, si svolse in tredici tappe tra il 4 e il 29 luglio 1906, per un percorso totale di 4637 km. Fu vinto per la prima e unica volta dal francese René Pottier con 31 punti, davanti ad altri due francesi, Georges Passerieu (al primo podio della corsa a tappe francese in qualità di secondo classificato) e Louis Trousselier (terzo classificato e per la seconda ed ultima volta sul podio dopo aver vinto l'edizione precedente del 1905). Si trattò, quindi, del quarto successo di un corridore francese su quattro Tour organizzati. Per Pottier, quarto transalpino capace di imporsi nella Grande Boucle, questo sarà pure l'unico podio della carriera al Tour.

## Tappe
| Tappa  | Data      | Percorso           | km    | Vincitore di tappa       | Leader cl. generale |
| ------ | --------- | ------------------ | ----- | ------------------------ | ------------------- |
| 1ª     | 4 luglio  | Parigi > Lilla     | 275   | Émile Georget            | Émile Georget       |
| 2ª     | 6 luglio  | Douai > Nancy      | 400   | René Pottier             | René Pottier        |
| 3ª     | 8 luglio  | Nancy > Digione    | 416   | René Pottier             | René Pottier        |
| 4ª     | 10 luglio | Digione > Grenoble | 311   | René Pottier             | René Pottier        |
| 5ª     | 12 luglio | Grenoble > Nizza   | 345   | René Pottier             | René Pottier        |
| 6ª     | 14 luglio | Nizza > Marsiglia  | 308   | Georges Passerieu        | René Pottier        |
| 7ª     | 16 luglio | Marsiglia > Tolosa | 480   | Louis Trousselier        | René Pottier        |
| 8ª     | 18 luglio | Tolosa > Bayonne   | 300   | Jean-Baptiste Dortignacq | René Pottier        |
| 9ª     | 20 luglio | Bayonne > Bordeaux | 338   | Louis Trousselier        | René Pottier        |
| 10ª    | 22 luglio | Bordeaux > Nantes  | 391   | Louis Trousselier        | René Pottier        |
| 11ª    | 24 luglio | Nantes > Brest     | 321   | Louis Trousselier        | René Pottier        |
| 12ª    | 26 luglio | Brest > Caen       | 415   | Georges Passerieu        | René Pottier        |
| 13ª    | 29 luglio | Caen > Parigi      | 246   | René Pottier             | René Pottier        |
| Totale | Totale    | Totale             | 4 546 |                          |                     |

## Resoconto degli eventi
La quarta edizione del Tour de France superò per la prima volta i 4000 chilometri e affrontò anche il primo sconfinamento, in Germania, percorso obbligato per raggiungere Metz. Per la prima volta la partenza di una tappa non coincise con l'arrivo della tappa precedente: fu il caso della seconda tappa che partì da Douai, mentre l'arrivo della precedente era stato a Lilla. Fece l'esordio al Tour anche il triangolo rosso che segnalava ai ciclisti il punto dell'ultimo chilometro della tappa.
Per la seconda volta la classifica generale era a punti.
Il vincitore René Pottier ottenne il primato della classifica, strappandolo a Émile Georget, già al termine della seconda tappa, mantenendolo sempre fino alla fine. Nella seconda tappa si ripresentò il problema dei boicottaggi dei tifosi, quando tutti i ciclisti, a eccezione di Lucien Petit-Breton, forarono a causa dei chiodi messi sul percorso, ma la situazione fu meno grave rispetto alle precedenti edizioni. A Digione, invece, quattro ciclisti furono squalificati perché accusati di aver preso un treno. Pottier fu autore della scalata al Ballon d'Alsace nella quale, oltre staccare gli avversari, staccò anche le macchine dell'organizzazione.
Al Tour de France 1906 parteciparono 76 corridori, quasi tutti francesi, e solo 14 giunsero a Parigi, il secondo minor numero di ciclisti arrivati al traguardo finale, e i fratelli Émile Georget e Léon Georget furono i primi due fratelli a portare a termine la prova. Le tredici tappe furono vinte da cinque ciclisti differenti: il vincitore René Pottier si aggiudicò cinque tappe, di cui quattro consecutive in montagna, il campione uscente Louis Trousselier quattro tappe di cui tre consecutive, il giovane Georges Passerieu ne vinse due mentre Jean-Baptiste Dortignacq ed Émile Georget vinsero una tappa ciascuno.
Pottier morirà nel gennaio 1907, lasciando così, per l'edizione seguente, il titolo del Tour vacante per la prima volta nella storia.

## Classifiche finali

### Classifica generale
| Pos. | Corridore           | Squadra      | Punti |
| ---- | ------------------- | ------------ | ----- |
| 1    | René Pottier        | Indipendente | 31    |
| 2    | Georges Passerieu   | Indipendente | 39    |
| 3    | Louis Trousselier   | Indipendente | 61    |
| 4    | Lucien Petit-Breton | Indipendente | 65    |
| 5    | Émile Georget       | Indipendente | 80    |
| 6    | Aloïs Catteau       | Indipendente | 129   |
| 7    | Édouard Wattelier   | Indipendente | 137   |
| 8    | Léon Georget        | Indipendente | 152   |
| 9    | Eugène Christophe   | Indipendente | 156   |
| 10   | Anthony Wattelier   | Indipendente | 168   |